# Nejlepší česká hudební alba roku 2014 podle médií
Různá média zveřejnila své žebříčky nejlepších českých hudebních alb.

## Aktuálně
1. Planety – Nekonečná hudba města zapomeneš
2. Schwarzprior – IDDQD
3. Kalle – Live from the Room
4. Zrní – Následuj kojota
5. Kieslowski – Mezi lopatky

## Doba.sk
slovenský web uveřejňuje žebříčky nejlepších českých a slovenských alb
1. Monikino Kino – Prázdniny
2. Jana Kirschner – Moruša čierna
3. Supa – Čierne dni
4. Fallgrapp – Rieka
5. Zuzana Homolová a Miloš Železňák – Medzi dvomi prázdnotami
6. Jana Andevska – Bright Avenues
7. Lenka Dusilová a Baromantika – V hodině smrti
8. Talent Transport – Talent Transport
9. Korben Dallas – Banská Bystrica
10. Ettella Diamant – Again
11. Zrní – Následuj kojota
12. Bad Karma Boy – Údolia a kopce
13. Zlokot – Slowakische genius
14. Tante Elze – Keď nevieš kam z konopí
15. BoyBand – Galapágy
16. Haha Crew – Vlna
17. Hviezda – Tu v Bratislave
18. Boris Carloff – Morphosis
19. Purist – Colorful Noise
20. FVLCRVM – Notch
21. Jimmy Pé – Insomnia
22. MC Gey a DJ Fatte – Opičí král vrací úder
23. Kieslowski – Mezi lopatky
24. Katarína Koščová – Oknom
25. Tu v dome – Protichodné chute
26. Duhan – Back to the Future

## Hudební knihovna
- Boris Carloff – Morphosis
- Hradišťan – Vteřiny křehké
- Markéta Irglová – Muna
- Aneta Langerová – Na Radosti
- Poletíme? – Turbošansón
- Radůza – Gaia
- Stromboli – Fiat Lux
- Traband – Vlnobeat
- Znouzectnost – Beat Simplicitas
- Zrní – Následuj kojota

## Musicserver
1. Aneta Langerová – Na Radosti
2. Kieslowski – Mezi lopatky
3. Markéta Irglová – Muna
4. Lipo – O duši
5. Ben Cristovao – Made in Czechoslovakia
6. Lenka Dusilová a Baromantika – V hodině smrti
7. Zrní – Následuj kojota
8. Jelen – Světlo ve tmě
9. Michal Hrůza – Den
10. Calm Season – Symboly
11. Traband – Vlnobeat
12. Prodavač – Malý ráje
13. Boris Carloff – Morphosis
14. Schwarzprior – IDDQD
15. Václav Neckář – Mezi svými
16. DVA – Nipomo
17. Jana Kirschner – Moruša čierna
18. Monikino Kino – Prázdniny
19. Vladivojna La Chia – Tajemství (s)prostěradel
20. Marta Kubišová – Magický hlas rebelky (soundtrack)

## iReport
- Vypsaná fiXa – Krásný smutný den
- Lenka Dusilová a Baromantika – V hodině smrti
- Michal Pelant – Na hraně
- Zrní – Následuj kojota
- Kalle – Live from the Room
- Calm Season – Symboly
- Boris Carloff – Morphosis
- Nod Nod – Nod Nod
- Republic Of Two – Silent Disco
- Lanugo – 2014

## Týden
- DVA – Nipomo
- Lenka Dusilová a Baromantika – V hodině smrti
- Leto – Zbytky ozářených ploch
- Kalle – Live from the Room
- Kieslowski – Mezi lopatky
- Cermaque – Rodinné album
- OTK – Brno
- Prodavač – Malý ráje
- Martin Tvrdý a Václav Havelka – U nás v garáži
- Schwarzprior – IDDQD